# نظام إنليست لمكافحة الحشائش
نظام إنليست لمكافحة الحشائش هو نظام زراعي يعتمد على زراعة بذور المحاصيل المعدلة وراثيًا التي تقاوم مبيد إنليست، وهو مبيد أعشاب يستخدم للتحكم في نمو الحشائش عريضة الأوراق ويحتوي على مكونين نشطين هما حمض 2،4-ثنائي كلورو فينوكسي الأسيتيك والغليفوسات، ومعالجة الحشائش فيها برش مبيدات الأعشاب إنليست، حيث سيقتل مبيد الإنليست الحشائش دون إلحاق الضرر بالمحاصيل الناتجة.

## لمحة تاريخية
كانت شركة داو أغروساينسز التابعة لشركة داو للكيماويات هي التي طوّرت نظام إنليست لمكافحة الحشائش كبديل يحل محل نظام راوندأب ريدي الذي قدمته شركة مونسانتو للكيماويات الزراعية في عام 1996،
ووافقت وكالة حماية البيئة الأمريكية في أكتوبر 2014 على السماح بالاستخدام المقيد لهذا النظام في ولايات إلينوي، وإنديانا، وأيوا، وأوهايو، وداكوتا الجنوبية، وويسكونسن. ثم وافقت الحكومة الكندية في عام 2013 على السماح بتطبيق النظام لنفس الاستخدامات. والذي أصبح أقل فائدة بعد ظهور الأعشاب المقاومة للغليفوسات.

## مبيد إنليست
يحتوي مبيد الإنليست على شكل الكولين من حمض 2،4-ثنائي كلورو فينوكسي الأسيتيك والغليفوسات بالإضافة إلى عدد غير معروف من المكونات غير المدرجة، وأطلقت شركة داو على عملية إضافة المواد الكيميائية الأخرى إلى الخليط اسم تقنية كوليكس دي.
تعد المبيدات التي تحتوي على مركب حمض 2،4-ثنائي كلورو فينوكسي الأسيتيك واحدة من أكثر مبيدات الأعشاب استخدامًا في العالم. ويُعتبر مركب حمض 2،4-ثنائي كلورو فينوكسي الأسيتيك وفقاً لتقييم وكالة حماية البيئة الأمريكية أحد ملوثات الهواء الخطرة التي يصعب احتوائها. تقلل تركيبة كوليكس دي بحسب إدعاء شركة داو من الانجراف والضرر الناجم عن التبخر. كانت مركبات الغليفوسات هي أكثر مبيدات الأعشاب مبيعًا في العالم منذ عام 2013، حيث كانت المبيعات مدفوعة بزراعة محاصيل معدلة وراثيًا مقاومة للغليفوسات.
تشمل البلدان الأخرى التي قامت بتقييم نظام إنليست لمكافحة الحشائش البرازيل والأرجنتين والعديد من البلدان المستوردة للأغذية.

## المحاصيل المعدلة وراثيا
وافقت الحكومة الكندية في أبريل 2014 على استخدام محاصيل الذرة وفول الصويا المقاومين لحمض 2،4-ثنائي كلورو فينوكسي الأسيتيك والغليفوسات في كندا، وفي سبتمبر 2014 وافقت وزارة الزراعة الأمريكية على استخدام نفس المحصولين.

## الانتقادات
كان حمض 2،4-ثنائي كلورو فينوكسي الأسيتيك أحد المكونات الرئيسية لمبيد العامل البرتقالي، وهو مادة نازعة لأوراق الأشجار سبق استخدامها خلال حرب فيتنام وتسببت في العديد من المشكلات الصحية. نشأت المشكلات الصحية الرئيسية بحسب مقال نشرته وكالة رويترز للأنباء على أثر التلوث بمادة 8،7،3،2-رباعي كلورو ثنائي بنزو الديوكسين الناتجة عن تخليق مكون العامل البرتقالي الآخر وهو حمض 2،4،5-ثلاثي كلورو فينوكسي الأسيتيك.
ألغت وكالة حماية البيئة الأمريكية موافقتها على استخدام مبيدات الإنليست بسبب البيانات المتضاربة التي وصلتها من الشركة المصنعة حول التأثيرات التآزرية لخلط مبيدي الأعشاب. كانت شركة داو قد أخطرت وكالة حماية البيئة الأمريكية أن الجمع بين مبيدي الأعشاب لم يعزز سُميتهما للنباتات، بينما زعمت الشركة في طلب براءة اختراع سابق أن خلط المبيدات يعزز سميتها للنباتات.